# Thalassodes fiona
Thalassodes fiona là một loài bướm đêm trong họ Geometridae.